# Grafiska Fackförbundet Mediafacket
Grafiska Fackförbundet Mediafacket (Grafiska) var ett fackförbund inom LO som hade cirka  26 000 medlemmar då det upplöstes. Förbundet bildades 1973 som Grafiska Fackförbundet (GF) genom en sammanslagning av Svenska Typografförbundet, Svenska litografförbundet och Svenska bokbindareförbundet.  
1980 hade förbundet 44 220 medlemmar, varav 31 647 män och 12 573 kvinnor. 
Den 1 juni 2009 gick Grafiska Fackförbundet Mediafacket samman med Skogs- och Träfacket och bildade GS Facket för skogs-, trä- och grafisk bransch.
Förbundets medlemstidning hette Dagens Arbete och skapades 1997. Kansliet fanns Stockholm och det fanns elva lokalavdelningar på andra platser i landet. Högsta beslutande organ var kongressen, med 125 ombud. Mellan kongresserna styrde förbundsstyrelsen som bestod av tretton ledamöter.